# Kemating (Gemeinde Bergheim)
Plain-Kemating ist ein aus rund 30 Gebäuden bestehender Ort im Norden des österreichischen Bundeslandes Salzburg und ist als Kemating ein Ortsteil der Gemeinde Bergheim im Bezirk Salzburg-Umgebung sowie gleichzeitig Teil der Bergheimer Ortschaft Plain. Durch Kemating führt ein alter Pilgerweg von der Stadt Salzburg nach Maria Plain.

## Namensgebung
Der Name Kemating geht zurück auf das lateinische Wort caminata = ‚mit einem Kamin versehen‘, das als chemenate auch ins Althochdeutsche übernommen wurde. Es meint das Zimmer eines Hauses, das mit einem Kamin versehen, also beheizbar ist. Das -ing als Bestandteil von baiuvarischen Ortsnamen drückt aus, dass es sich bei dem bezeichneten Ort um die Wohnstätte, den Aufenthaltsort einer oder mehrerer Personen handelt. Der Ortsname ist somit ein aus dem Frühmittelalter stammender Beleg, dass sich an dieser Stelle schon eine Ansiedlung befunden hat.
Der Zusatz Plain- rührt von der Namensgebung des Plainbergs her, auf dem sich die Ansiedlung befindet. Er soll auch als geografische Spezifizierung dienen, zumal der Ortsname Kemating auch in anderen Gegenden des Landes anzutreffen ist.

## Geographie
Kemating liegt unmittelbar nördlich von Salzburg am Plainberg unterhalb der Wallfahrtsstätte Maria Plain und oberhalb der Trasse der West Autobahn (A1), auf etwa 460 m ü. A.
Die Rotte umfasst um die 30 Gebäude.
Nachbarorte
| Bergheim                            | Maria Plain                                  |         |
| Hagenau (Gem. Bergheim u. Salzburg) | Kompassrose, die auf Nachbargemeinden zeigt  | Gaglham |
|                                     | Itzling–Grabenbauernsiedlung (Gem. Salzburg) |         |

|  |  |

## Geschichte
Die Stelle des heutigen Kemating war bereits in der Vorgeschichte und in der Antike bewohnt. Davon zeugen die Funde eines jungsteinzeitlichen Hammers und von Grundmauern einer römischen Villa aus dem 3. Jahrhundert n. Chr.
Der kleine Ort, seinerzeit noch wenige Gehöfte, lag ab dem 17. Jahrhundert am damals wichtigen Pilgerweg von der Stadt Salzburg nach Maria Plain. 1652 wurde das aus Bayern stammende Gnadenbild Maria Plain in einer Kapelle (heute Ursprungskapelle) gezeigt. Ab den 1670er Jahren setzte rege Bautätigkeit ein, Wallfahrtskirche und Kloster wurden von den Salzburger Fürsterzbischöfen erbaut. 1705 wurde dann der auch als Rosenkranzweg bezeichnete Wallfahrerweg von der heutigen Elisabeth-Vorstadt eingerichtet, der durch Kemating führt.
Unmittelbar vor und während des frühen Zweiten Weltkriegs wurde unterhalb des Ortes die damalige Reichsautobahn gebaut (Eröffnung 1941). Heute ist die Ortslage zu einer kleinen Stadtrandsiedlung angewachsen, in der aber noch Gründlandwirtschaft betrieben wird. Das Areal von Kemating ist zur Gänze Landschaftsschutzgebiet.

Blick über Kemating auf Salzburg
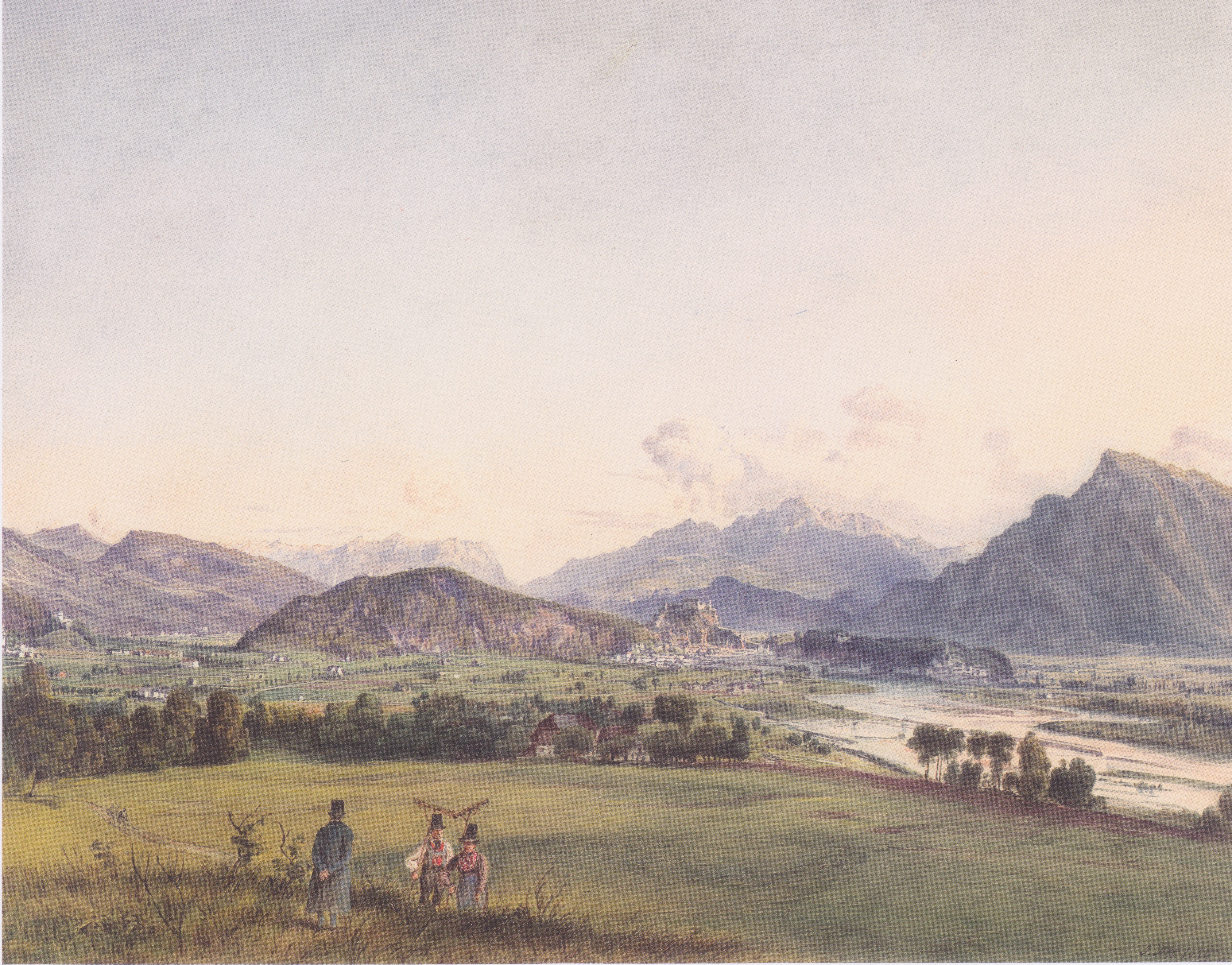
Jakob Alt, 1844
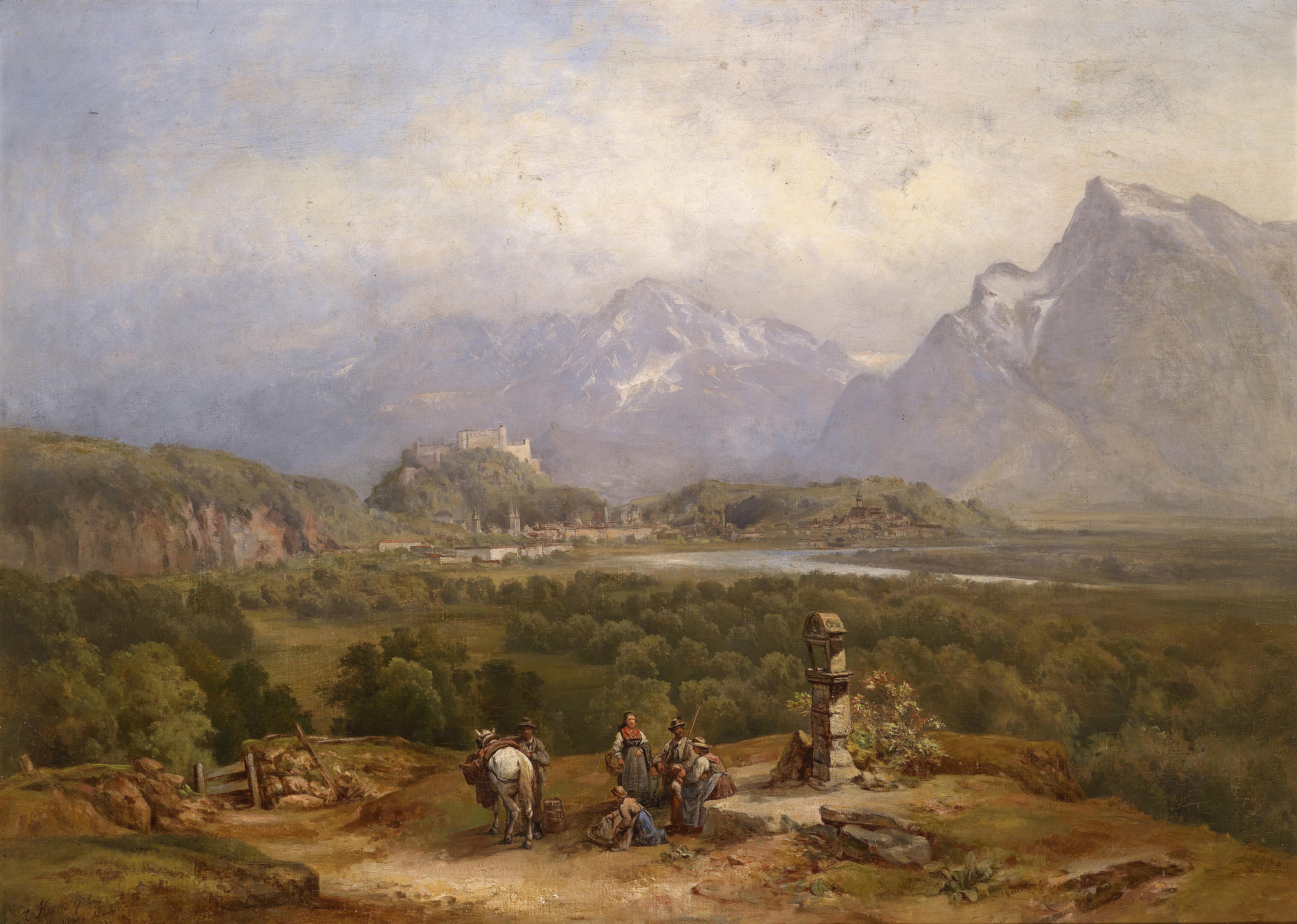
A. Hansch/A. Esinger 1875/1884
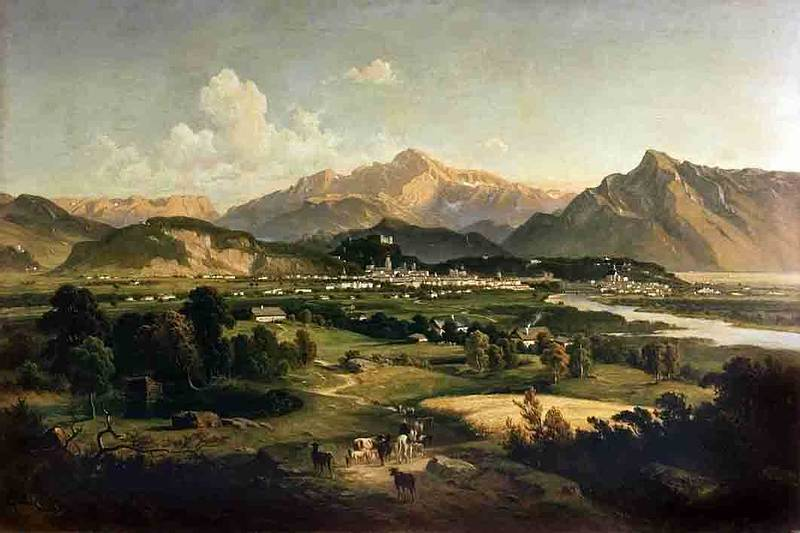
Josef Mayburger, 1881

## Sehenswürdigkeiten
Der aus der Barockzeit stammende Wallfahrtsweg von Salzburg nach Maria Plain besteht aus einer Reihe von 15 unter Denkmalschutz stehenden Bildstöcken, die Zitate aus dem Rosenkranz zeigen. Vier von ihnen liegen in Kemating, und zwar die ersten vier der fünf Glorreichen Geheimnisse (gloriae mysteria) zur Auferstehung Christi: die Stationen XI („Der von den Toten auferstanden ist“), XII („Der in den Himmel aufgefahren ist“), XIII („Der uns den Heiligen Geist gesendet hat“) und XIV („Der Dich, o Jungfrau, in den Himmel aufgenommen hat“). Die Bildstöcke bestehen – wie die gesamte Säulenreihe – aus Salzburger Konglomerat (Nagelfluh) und sind jüngst restauriert worden. Die Originalbilder fehlen aber und wurden durch Nachbildungen ersetzt.

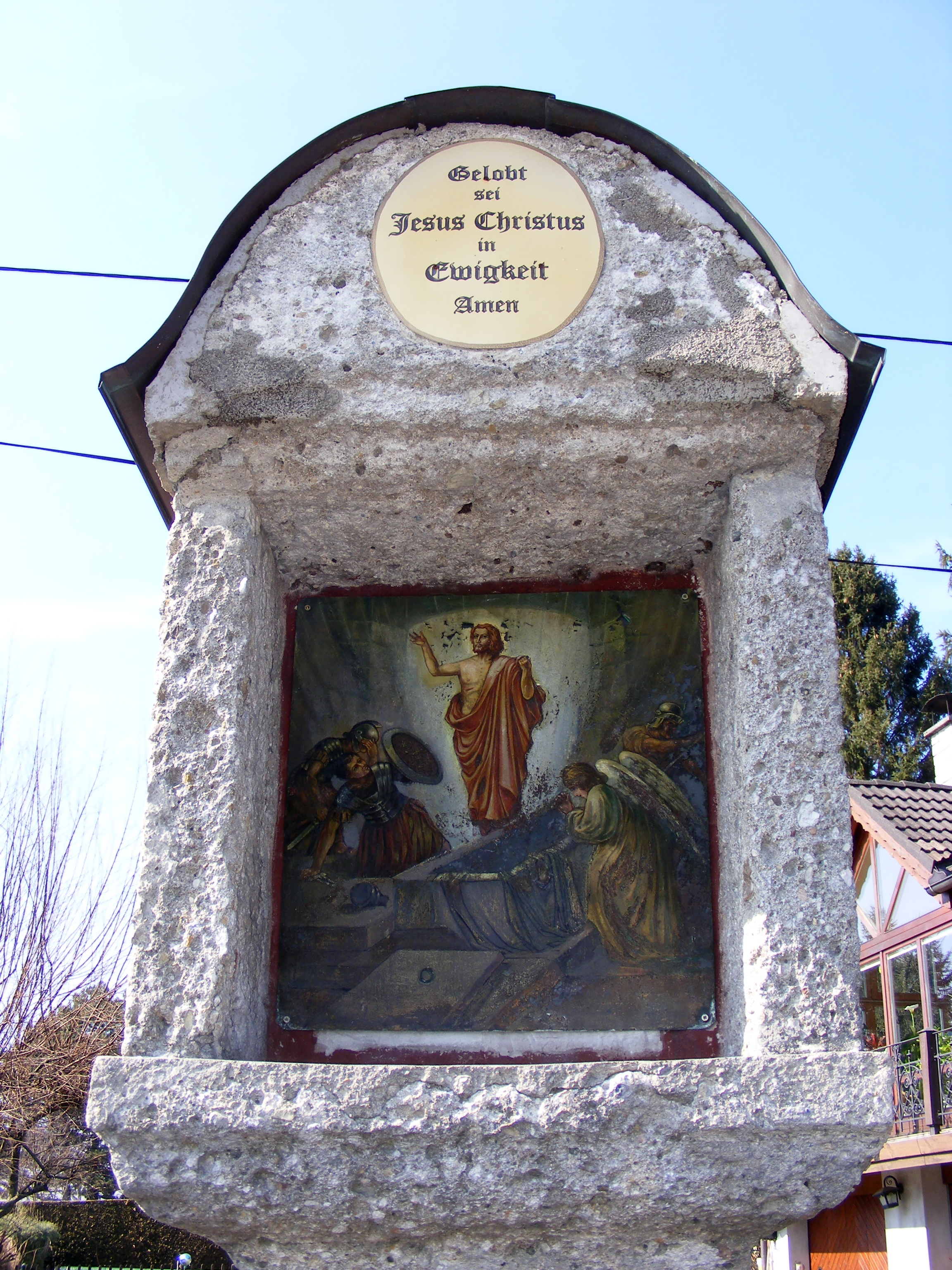
XI. Station (Plainbergweg 19 ⊙)
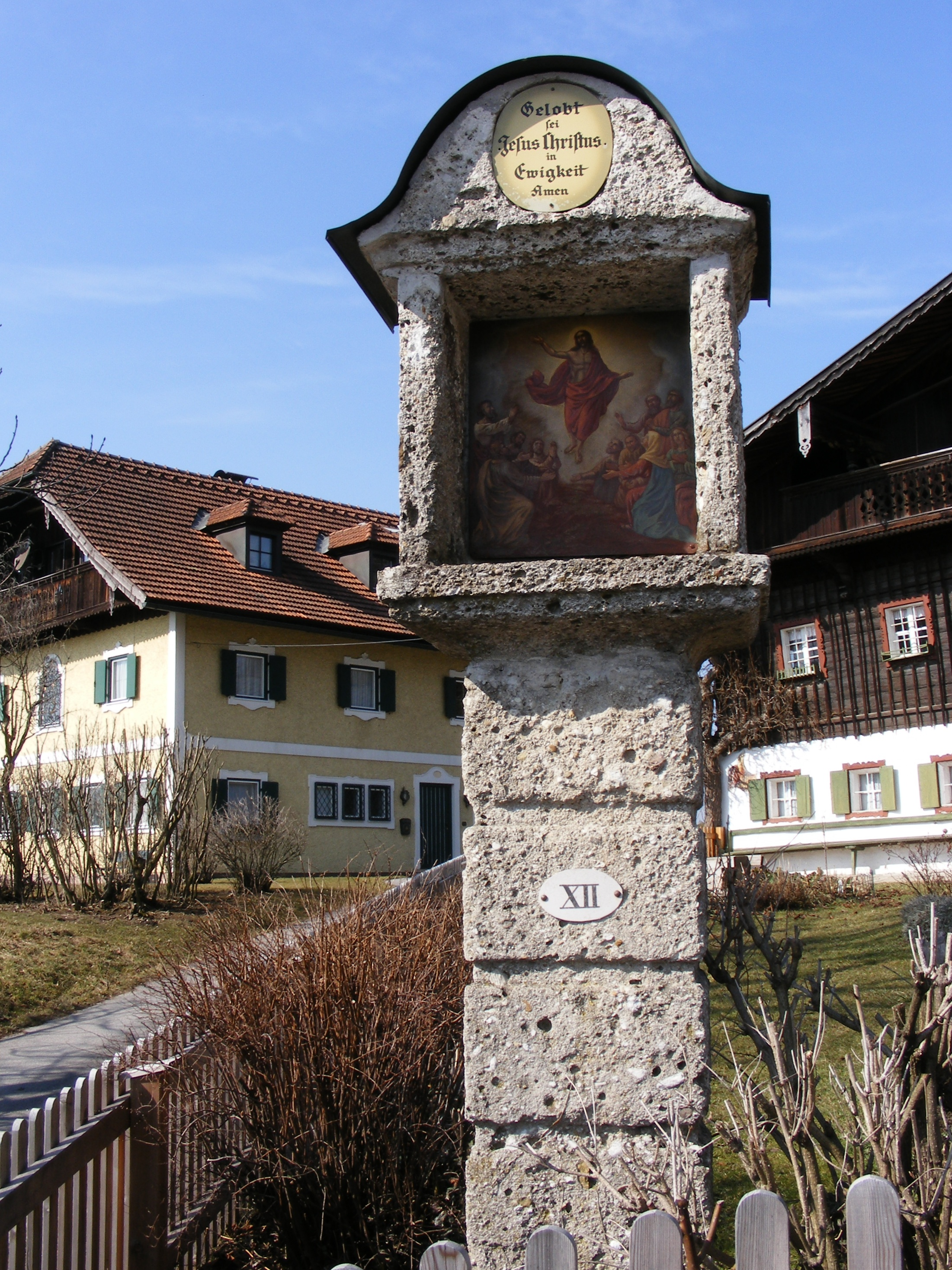
XII. Station (Plainbergweg 20 ⊙)
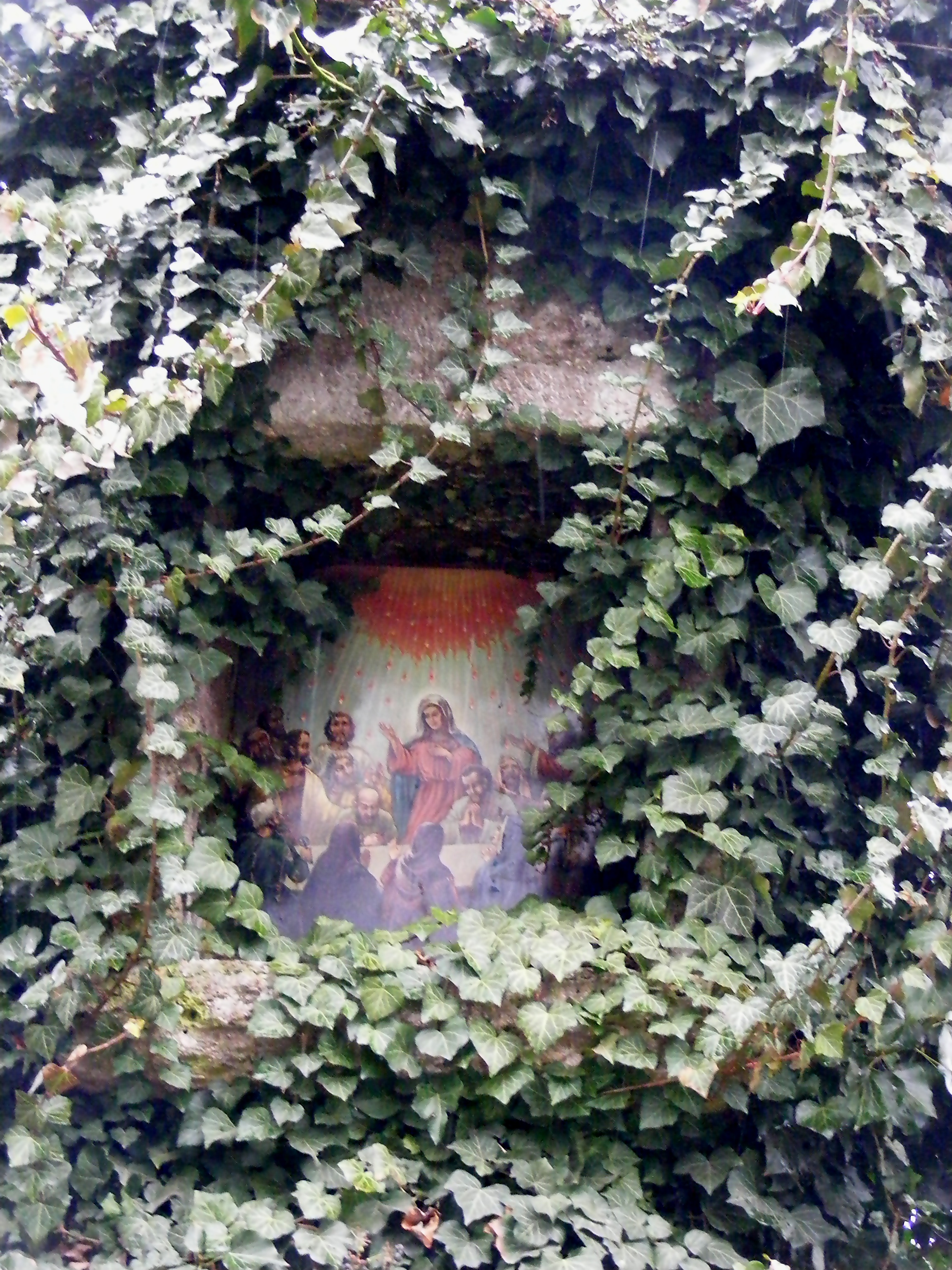
XIII. Station (Plainbergweg 27 ⊙)
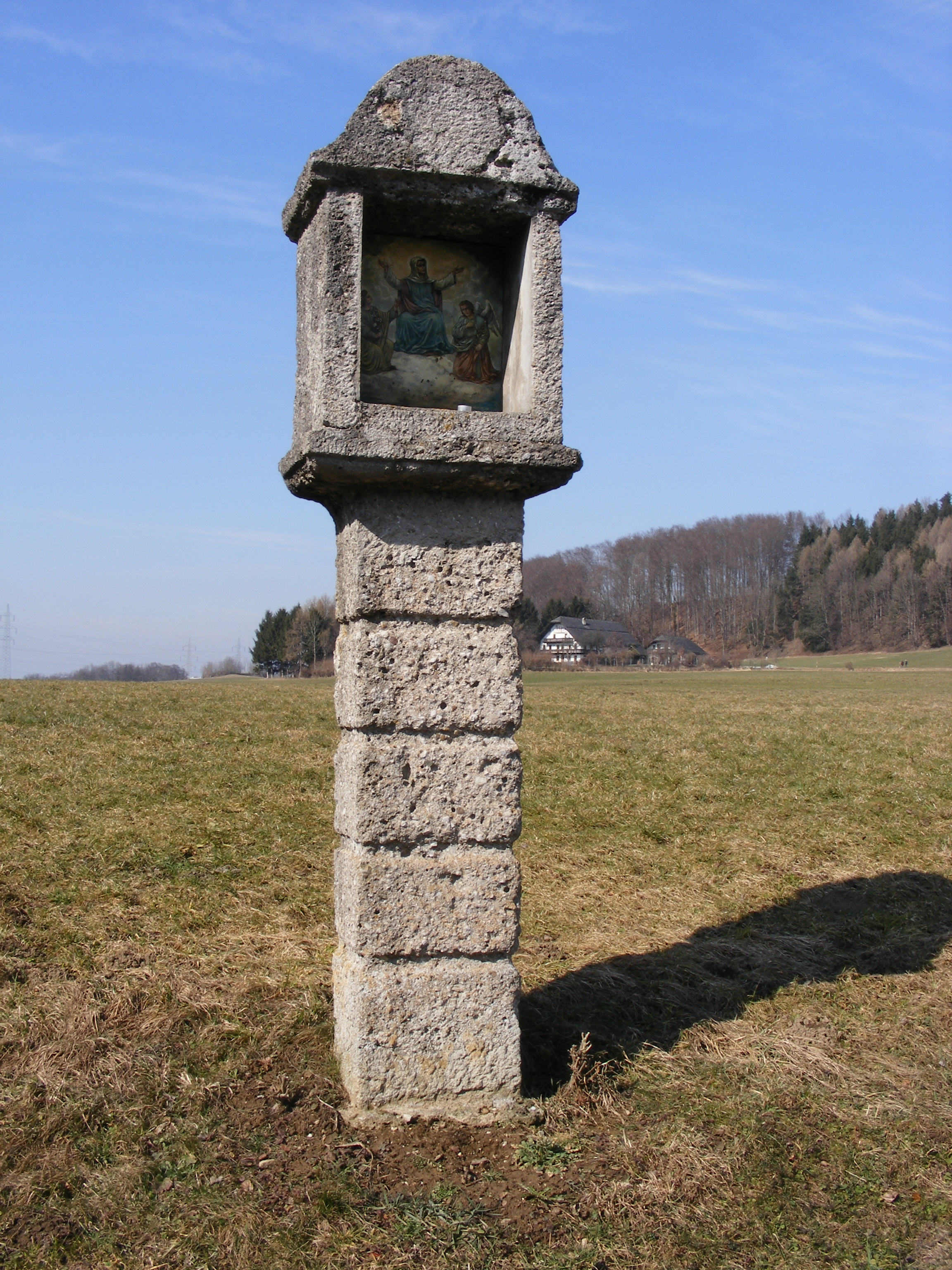
XIV. Station (Plainbergweg 27 ⊙)